# Vieux Manants
Vieux Manants is een gehucht in Vieux-Genappe, deelgemeente van de stad Genepiën in de Belgische provincie Waals-Brabant.
Het ligt bijna vier kilometer ten noorden van het dorpscentrum van Vieux-Genappe. Net ten noorden ligt het gehucht Maison du Roi.

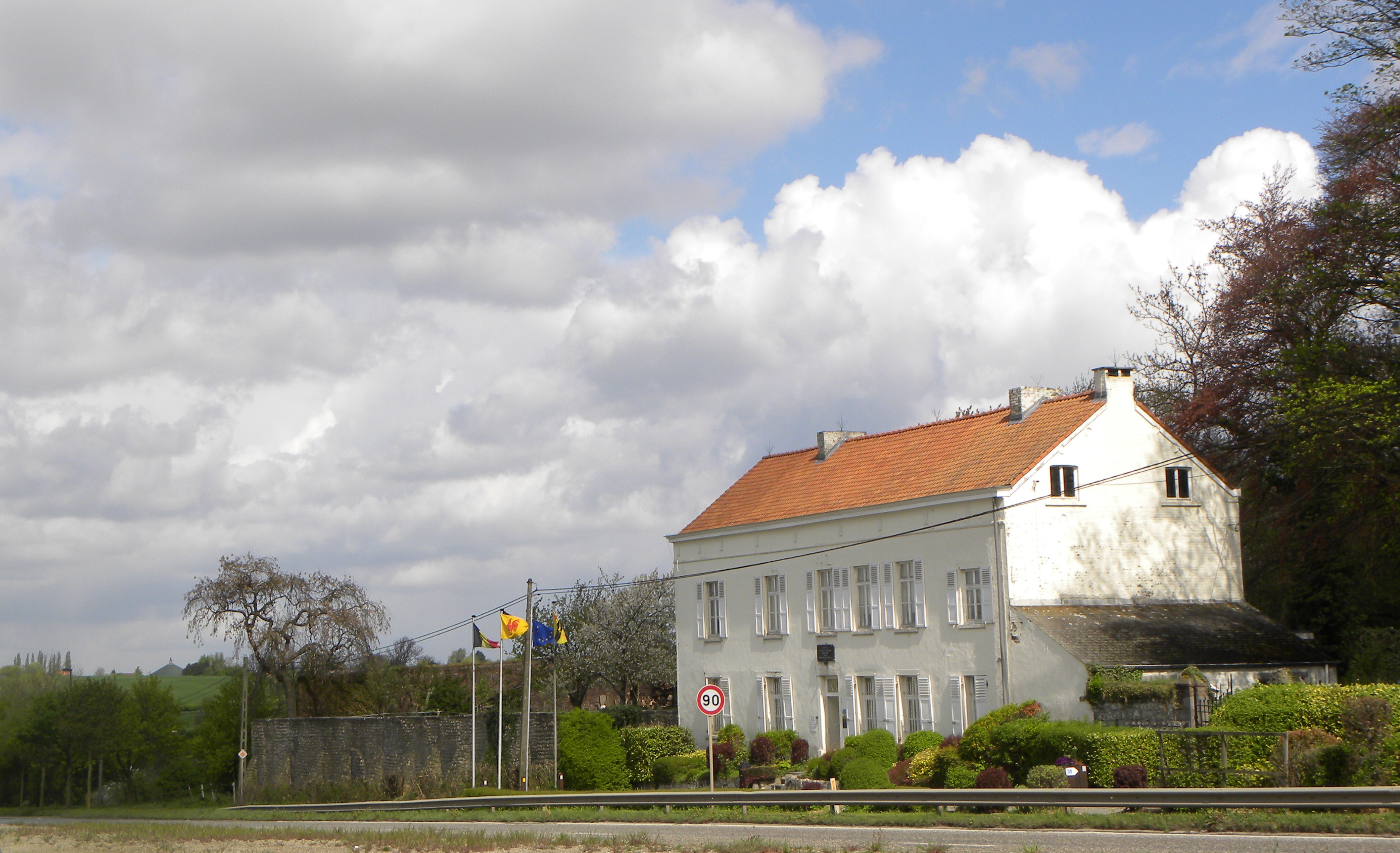
Ferme du Caillou langs de N5

## Geschiedenis
Op de Ferrariskaart uit de jaren 1770 wordt hier een gehucht Vieux Manans weergegeven, langs de steenweg van Brussel naar Charleroi (Chaussée de Bruxelles à Namur et Charleroij). De kaart toont ook de hoeve Cense du Caillou.
Hier in de Ferme du Caillou installeerde Napoleon Bonaparte in 1815 zijn hoofdkwartier voor de Slag bij Waterloo.

## Bezienswaardigheden
- De historische hoeve Ferme du Caillou, beschermd als monument

## Verkeer en vervoer
Vieux Manants ligt langs de N5, de weg van Brussel naar Charleroi.
Deelgemeenten: Baisy-Thy · Bousval · Genepiën · Glabais · Houtain-le-Val · Loupoigne · Oud-Genepiën · Ways

Overige plaatsen: La Bruyère · Bruyère Madame · Baisy · Basse-Laloux · Le Chantelet· Chênemont · Dernier Patard · La Falise · Ferrières · Les Flamandes · Fonteny · Foriest · Fosty · Hattain · Houtain-le-Mont · La Hutte · La Motte  · Loncée · Maison du Roi · Noirhat · Pallandt · Promelles · Quatre Bras · Ry-d'Hez · Sclage · Thy · Trou-du-Bois · Vieux Manants · Wanroux

Belgische gemeenten · Arrondissement Nijvel · Waals-Brabant · Wallonië